# Europees kampioenschap voetbal mannen onder 17 - 2011 (kwalificatie)
Het kwalificatietoernooi voor het Europees kampioenschap voetbal onder 17 voor mannen was een toernooi dat duurde van 17 september 2009 tot en met 30 maart 2010. Dit toernooi zou bepalen welke zeven landen zich kwalificeerden voor het Europees kampioenschap voetbal mannen onder 17 van 2011. Er deden 52 landen mee. Servië hoefde, omdat dit land gastland was, niet mee te doen aan dit kwalificatietoernooi. Het land was automatisch gekwalificeerd.
Alle landen van de UEFA mochten meedoen aan dit toernooi. Spelers geboren op of na 1 januari 1994 mochten deelnemen. Het toernooi werd verdeeld over twee rondes. De eerste ronde werd de kwalificatieronde genoemd. De tweede ronde heet de eliteronde.

## Gekwalificeerde landen
| Land       | Gekwalificeerd als          | Beste prestatie       |
| ---------- | --------------------------- | --------------------- |
| Servië     | Gastland                    | Kwartfinale (2002)    |
| Tsjechië   | Eliteronde: Winnaar groep 1 | Tweede (2006)         |
| Nederland  | Eliteronde: Winnaar groep 2 | Tweede (2005 en 2009) |
| Denemarken | Eliteronde: Winnaar groep 3 | Kwartfinale (2002)    |
| Duitsland  | Eliteronde: Winnaar groep 4 | Kampioen (2009)       |
| Engeland   | Eliteronde: Winnaar groep 5 | Kampioen (2010)       |
| Frankrijk  | Eliteronde: Winnaar groep 6 | Kampioen (2004)       |
| Roemenië   | Eliteronde: Winnaar groep 7 | Eerste deelname       |

## Kwalificatieronde

### Groep 1
De wedstrijden werden gespeeld tussen 27 september en 2 oktober 2010 in Kroatië.
| Pos | Team        | Wed | W | G | V | Ptn | DV | DT | +/− | Kwalificatie                  |   | GRE | CRO | ISR | BUL |
| --- | ----------- | --- | - | - | - | --- | -- | -- | --- | ----------------------------- | - | --- | --- | --- | --- |
| 1   | Griekenland | 3   | 2 | 1 | 0 | 7   | 5  | 1  | +4  | Geplaatst voor de eliteronde. |   | —   | 0–0 | 4–1 | 1–0 |
| 2   | Kroatië     | 3   | 1 | 2 | 0 | 5   | 4  | 3  | +1  | Geplaatst voor de eliteronde. |   | —   | —   | 2–2 | 2–1 |
| 3   | Israël      | 3   | 1 | 1 | 1 | 4   | 4  | 6  | −2  |                               |   | —   | —   | —   | 1–0 |
| 4   | Bulgarije   | 3   | 0 | 0 | 3 | 0   | 1  | 4  | −3  |                               | — | —   | —   | —   |     |

### Groep 2
De wedstrijden werden gespeeld tussen 15 en 20 oktober 2010 in Estland.
| Pos | Team                  | Wed | W | G | V | Ptn | DV | DT | +/− | Kwalificatie                  |   | GER | AUT | BIH | EST |
| --- | --------------------- | --- | - | - | - | --- | -- | -- | --- | ----------------------------- | - | --- | --- | --- | --- |
| 1   | Duitsland             | 3   | 3 | 0 | 0 | 9   | 13 | 2  | +11 | Geplaatst voor de eliteronde. |   | —   | 2–1 | 6–1 | 5–0 |
| 2   | Oostenrijk            | 3   | 1 | 1 | 1 | 4   | 5  | 3  | +2  | Geplaatst voor de eliteronde. |   | —   | —   | 3–0 | 1–1 |
| 3   | Bosnië en Herzegovina | 3   | 1 | 0 | 2 | 3   | 5  | 10 | −5  |                               |   | —   | —   | —   | 4–1 |
| 4   | Estland               | 3   | 0 | 1 | 2 | 1   | 2  | 10 | −8  |                               | — | —   | —   | —   |     |

### Groep 3
De wedstrijden werden gespeeld tussen 18 en 23 oktober 2010 in Georgië.
| Pos | Team     | Wed | W | G | V | Ptn | DV | DT | +/− | Kwalificatie                  |   | ENG | GEO | POL | SWE |
| --- | -------- | --- | - | - | - | --- | -- | -- | --- | ----------------------------- | - | --- | --- | --- | --- |
| 1   | Engeland | 3   | 2 | 1 | 0 | 7   | 5  | 1  | +4  | Geplaatst voor de eliteronde. |   | —   | 1–1 | 1–0 | 3–0 |
| 2   | Georgië  | 3   | 2 | 1 | 0 | 7   | 4  | 2  | +2  | Geplaatst voor de eliteronde. |   | —   | —   | 2–1 | 1–0 |
| 3   | Polen    | 3   | 0 | 1 | 2 | 1   | 1  | 3  | −2  |                               |   | —   | —   | —   | 0–0 |
| 4   | Zweden   | 3   | 0 | 1 | 2 | 1   | 0  | 4  | −4  |                               | — | —   | —   | —   |     |

### Groep 4
De wedstrijden werden gespeeld tussen 25 en 30 september 2010 in Malta.
| Pos | Team      | Wed | W | G | V | Ptn | DV | DT | +/− | Kwalificatie                  |   | NOR | IRL | ALB | MLT |
| --- | --------- | --- | - | - | - | --- | -- | -- | --- | ----------------------------- | - | --- | --- | --- | --- |
| 1   | Noorwegen | 3   | 3 | 0 | 0 | 9   | 6  | 0  | +6  | Geplaatst voor de eliteronde. |   | —   | 1–0 | 2–0 | 3–0 |
| 2   | Ierland   | 3   | 2 | 0 | 1 | 6   | 5  | 2  | +3  | Geplaatst voor de eliteronde. |   | —   | —   | 2–0 | 3–1 |
| 3   | Albanië   | 3   | 0 | 1 | 2 | 1   | 1  | 5  | −4  |                               |   | —   | —   | —   | 1–1 |
| 4   | Malta     | 3   | 0 | 1 | 2 | 1   | 2  | 7  | −5  |                               | — | —   | —   | —   |     |

### Groep 5
De wedstrijden werden gespeeld tussen 22 en 27 oktober 2010 in Portugal.
| Pos | Team          | Wed | W | G | V | Ptn | DV | DT | +/− | Kwalificatie                  |   | POR | NIR | MNE | AZE |
| --- | ------------- | --- | - | - | - | --- | -- | -- | --- | ----------------------------- | - | --- | --- | --- | --- |
| 1   | Portugal      | 3   | 3 | 0 | 0 | 9   | 8  | 1  | +7  | Geplaatst voor de eliteronde. |   | —   | 3–1 | 3–0 | 2–0 |
| 2   | Noord-Ierland | 3   | 1 | 1 | 1 | 4   | 7  | 3  | +4  | Geplaatst voor de eliteronde. |   | —   | —   | 0–0 | 6–0 |
| 3   | Montenegro    | 3   | 1 | 1 | 1 | 4   | 2  | 4  | −2  |                               |   | —   | —   | —   | 2–1 |
| 4   | Azerbeidzjan  | 3   | 0 | 0 | 3 | 0   | 1  | 10 | −9  |                               | — | —   | —   | —   |     |

### Groep 6
De wedstrijden werden gespeeld tussen 21 en 26 september 2010 in Wit-Rusland.
| Pos | Team          | Wed | W | G | V | Ptn | DV | DT | +/− | Kwalificatie                  |   | ROU | BLR | KAZ | LIE  |
| --- | ------------- | --- | - | - | - | --- | -- | -- | --- | ----------------------------- | - | --- | --- | --- | ---- |
| 1   | Roemenië      | 3   | 3 | 0 | 0 | 9   | 12 | 0  | +12 | Geplaatst voor de eliteronde. |   | —   | 2–0 | 1–0 | 9–0  |
| 2   | Wit-Rusland   | 3   | 2 | 0 | 1 | 6   | 18 | 4  | +14 | Geplaatst voor de eliteronde. |   | —   | —   | 6–2 | 12–0 |
| 3   | Kazachstan    | 3   | 1 | 0 | 2 | 3   | 4  | 7  | −3  |                               |   | —   | —   | —   | 2–0  |
| 4   | Liechtenstein | 3   | 0 | 0 | 3 | 0   | 0  | 23 | −23 |                               | — | —   | —   | —   |      |

### Groep 7
De wedstrijden werden gespeeld tussen 22 en 27 september 2010 in IJsland.
| Pos | Team     | Wed | W | G | V | Ptn | DV | DT | +/− | Kwalificatie                  |   | ISL | TUR | CZE | ARM |
| --- | -------- | --- | - | - | - | --- | -- | -- | --- | ----------------------------- | - | --- | --- | --- | --- |
| 1   | IJsland  | 3   | 2 | 0 | 1 | 6   | 6  | 5  | +1  | Geplaatst voor de eliteronde. |   | —   | −   | –   | –   |
| 2   | Turkije  | 3   | 2 | 0 | 1 | 6   | 9  | 3  | +6  | Geplaatst voor de eliteronde. |   | —   | —   | –   | −   |
| 3   | Tsjechië | 3   | 1 | 1 | 1 | 4   | 6  | 9  | −3  |                               |   | —   | —   | —   | −   |
| 4   | Armenië  | 3   | 0 | 1 | 2 | 1   | 2  | 6  | −4  |                               | — | —   | —   | —   |     |

### Groep 8
De wedstrijden werden gespeeld tussen 22 en 27 september 2010 in Litouwen.
| Pos | Team       | Wed | W | G | V | Ptn | DV | DT | +/− | Kwalificatie                  |   | DEN | BEL | LTU | WAL |
| --- | ---------- | --- | - | - | - | --- | -- | -- | --- | ----------------------------- | - | --- | --- | --- | --- |
| 1   | Denemarken | 3   | 3 | 0 | 0 | 9   | 10 | 0  | +10 | Geplaatst voor de eliteronde. |   | —   | 2–0 | 7–0 | 1–0 |
| 2   | België     | 3   | 2 | 0 | 1 | 6   | 9  | 4  | +5  | Geplaatst voor de eliteronde. |   | —   | —   | 5–2 | 4–0 |
| 3   | Litouwen   | 3   | 1 | 0 | 2 | 3   | 3  | 12 | −9  |                               |   | —   | —   | —   | 1–0 |
| 4   | Wales      | 3   | 0 | 0 | 3 | 0   | 0  | 6  | −6  |                               | — | —   | —   | —   |     |

### Groep 9
De wedstrijden werden gespeeld tussen 27 oktober en 1 november 2010 in Cyprus.
| Pos | Team      | Wed | W | G | V | Ptn | DV | DT | +/− | Kwalificatie                  |   | ITA | FRA | SLO | CYP |
| --- | --------- | --- | - | - | - | --- | -- | -- | --- | ----------------------------- | - | --- | --- | --- | --- |
| 1   | Italië    | 3   | 3 | 0 | 0 | 9   | 6  | 3  | +3  | Geplaatst voor de eliteronde. |   | —   | 2–1 | 3–2 | 1–0 |
| 2   | Frankrijk | 3   | 1 | 1 | 1 | 4   | 3  | 3  | 0   | Geplaatst voor de eliteronde. |   | —   | —   | 1–0 | 1–1 |
| 3   | Slovenië  | 3   | 1 | 0 | 2 | 3   | 4  | 4  | 0   |                               |   | —   | —   | —   | 2–0 |
| 4   | Cyprus    | 3   | 0 | 1 | 2 | 1   | 1  | 4  | −3  |                               | — | —   | —   | —   |     |

### Groep 10
De wedstrijden werden gespeeld tussen 20 en 25 september 2010 in Hongarije.
| Pos | Team      | Wed | W | G | V | Ptn | DV | DT | +/− | Kwalificatie                  |   | SVK | HUN | FAR | AND |
| --- | --------- | --- | - | - | - | --- | -- | -- | --- | ----------------------------- | - | --- | --- | --- | --- |
| 1   | Slowakije | 3   | 2 | 1 | 0 | 7   | 9  | 1  | +8  | Geplaatst voor de eliteronde. |   | —   | 1–1 | 3–0 | 5–0 |
| 2   | Hongarije | 3   | 2 | 1 | 0 | 7   | 8  | 1  | +7  | Geplaatst voor de eliteronde. |   | —   | —   | 2–0 | 5–0 |
| 3   | Faeröer   | 3   | 0 | 1 | 2 | 1   | 0  | 5  | −5  |                               |   | —   | —   | —   | 0–0 |
| 4   | Andorra   | 3   | 0 | 1 | 2 | 1   | 0  | 10 | −10 |                               | — | —   | —   | —   |     |

### Groep 11
De wedstrijden werden gespeeld tussen 21 en 26 oktober 2010 in San Marino.
| Pos | Team       | Wed | W | G | V | Ptn | DV | DT | +/− | Kwalificatie                  |   | NED | UKR | LAT | SMR |
| --- | ---------- | --- | - | - | - | --- | -- | -- | --- | ----------------------------- | - | --- | --- | --- | --- |
| 1   | Nederland  | 3   | 2 | 1 | 0 | 7   | 8  | 1  | +7  | Geplaatst voor de eliteronde. |   | —   | 1–1 | 1–0 | 6–0 |
| 2   | Oekraïne   | 3   | 1 | 2 | 0 | 5   | 2  | 1  | +1  | Geplaatst voor de eliteronde. |   | —   | —   | 0–0 | 1–0 |
| 3   | Letland    | 3   | 1 | 1 | 1 | 4   | 2  | 1  | +1  |                               |   | —   | —   | —   | 2–0 |
| 4   | San Marino | 3   | 0 | 0 | 3 | 0   | 0  | 9  | −9  |                               | — | —   | —   | —   |     |

### Groep 12
De wedstrijden werden gespeeld tussen 17 en 22 september 2010 in Luxemburg.
| Pos | Team            | Wed | W | G | V | Ptn | DV | DT | +/− | Kwalificatie                  |   | SUI | SCO | LUX | MKD |
| --- | --------------- | --- | - | - | - | --- | -- | -- | --- | ----------------------------- | - | --- | --- | --- | --- |
| 1   | Zwitserland     | 3   | 2 | 1 | 0 | 7   | 4  | 1  | +3  | Geplaatst voor de eliteronde. |   | —   | 0–0 | 1–0 | 3–1 |
| 2   | Schotland       | 3   | 2 | 1 | 0 | 7   | 3  | 1  | +2  | Geplaatst voor de eliteronde. |   | —   | —   | 2–1 | 1–0 |
| 3   | Luxemburg       | 3   | 1 | 0 | 2 | 3   | 4  | 3  | +1  |                               |   | —   | —   | —   | 3–0 |
| 4   | Noord-Macedonië | 3   | 0 | 0 | 3 | 0   | 1  | 7  | −6  |                               | — | —   | —   | —   |     |

### Groep 13
De wedstrijden werden gespeeld tussen 16 en 21 oktober 2010 in Spanje.
| Pos | Team     | Wed | W | G | V | Ptn | DV | DT | +/− | Kwalificatie                  |   | ESP | RUS | FIN | MDA |
| --- | -------- | --- | - | - | - | --- | -- | -- | --- | ----------------------------- | - | --- | --- | --- | --- |
| 1   | Spanje   | 3   | 3 | 0 | 0 | 9   | 9  | 2  | +7  | Geplaatst voor de eliteronde. |   | —   | 2–1 | 3–0 | 4–1 |
| 2   | Rusland  | 3   | 1 | 1 | 1 | 4   | 7  | 4  | +3  | Geplaatst voor de eliteronde. |   | —   | —   | 1–1 | 5–1 |
| 3   | Finland  | 3   | 1 | 1 | 1 | 4   | 3  | 4  | −1  |                               |   | —   | —   | —   | 2–0 |
| 4   | Moldavië | 3   | 0 | 0 | 3 | 0   | 2  | 11 | −9  |                               | — | —   | —   | —   |     |

### Rangschikking nummers 3
Voor deze rangschikking zijn alleen de resultaten meegeteld tegen de groepswinnaar en de nummer 2. De top 2 plaatst zich voor de eliteronde.
| Group | Team                  | Pld | W | D | L | GF | GA | GD  | Pts |
| ----- | --------------------- | --- | - | - | - | -- | -- | --- | --- |
| 7     | Tsjechië              | 2   | 1 | 0 | 1 | 5  | 8  | –3  | 3   |
| 11    | Letland               | 2   | 0 | 1 | 1 | 0  | 1  | –1  | 1   |
| 1     | Israël                | 2   | 0 | 1 | 1 | 3  | 6  | –3  | 1   |
| 13    | Finland               | 2   | 0 | 1 | 1 | 1  | 4  | –3  | 1   |
| 5     | Montenegro            | 2   | 0 | 1 | 1 | 0  | 3  | –3  | 1   |
| 9     | Slowakije             | 2   | 0 | 0 | 2 | 2  | 4  | –2  | 0   |
| 3     | Polen                 | 2   | 0 | 0 | 2 | 1  | 3  | –2  | 0   |
| 12    | Luxemburg             | 2   | 0 | 0 | 2 | 1  | 3  | –2  | 0   |
| 4     | Albanië               | 2   | 0 | 0 | 2 | 0  | 4  | –4  | 0   |
| 6     | Kazachstan            | 2   | 0 | 0 | 2 | 2  | 7  | –5  | 0   |
| 10    | Faeröer               | 2   | 0 | 0 | 2 | 0  | 5  | –5  | 0   |
| 2     | Bosnië en Herzegovina | 2   | 0 | 0 | 2 | 1  | 9  | –8  | 0   |
| 8     | Litouwen              | 2   | 0 | 0 | 2 | 2  | 12 | –10 | 0   |

## Loting eliteronde
De loting voor de eliteronde vond plaats op 30 november 2010 om 11:15 in Nyon, Zwitserland. Bij de loting werden de 28 landen die zich ervoor hadden geplaatst in vier potten (A tot en met D) gezet. Bij de indeling is gekeken naar de resultaten uit de kwalificatieronde. Twee landen die in de kwalificatieronden al tegen elkaar hadden gespeeld konden nu niet weer tegen elkaar uitkomen.
| Pot A                                                          | Pot B                                                                  | Pot C                                                        | Pot D                                                                |
| -------------------------------------------------------------- | ---------------------------------------------------------------------- | ------------------------------------------------------------ | -------------------------------------------------------------------- |
| Roemenië Duitsland Denemarken Spanje Portugal Noorwegen Italië | Slowakije Hongarije Nederland Engeland Griekenland Zwitserland Georgië | Schotland Wit-Rusland Turkije België Ierland IJsland Kroatië | Oekraïne Noord-Ierland Rusland Oostenrijk Letland Frankrijk Tsjechië |

## Eliteronde

### Groep 1
De wedstrijden werden gespeeld tussen 9 en 14 maart 2011 in Italië.
| Pos | Team      | Wed | W | G | V | Ptn | DV | DT | +/− | Kwalificatie                      |   | CZE | SCO | ITA | SVK |
| --- | --------- | --- | - | - | - | --- | -- | -- | --- | --------------------------------- | - | --- | --- | --- | --- |
| 1   | Tsjechië  | 3   | 2 | 1 | 0 | 7   | 4  | 2  | +2  | Geplaatst voor het hoofdtoernooi. |   | —   | 1–1 | 2–1 | 1–0 |
| 2   | Schotland | 3   | 1 | 2 | 0 | 5   | 3  | 1  | +2  |                                   |   | —   | —   | 0–0 | 2–0 |
| 3   | Italië    | 3   | 0 | 2 | 1 | 2   | 2  | 3  | −1  |                                   | — | —   | —   | 1–1 |     |
| 4   | Slowakije | 3   | 0 | 1 | 2 | 1   | 1  | 4  | −3  |                                   | — | —   | —   | —   |     |

|                    |        |     |           |                                                                     |
| 9 maart 2011 15:00 | Italië | 0–0 | Schotland | Stadio Giuseppe Capozza, Casarano Scheidsrechter: Liran Liany (ISR) |
| 9 maart 2011 15:00 |        |     |           | Stadio Giuseppe Capozza, Casarano Scheidsrechter: Liran Liany (ISR) |

|                    |           |              |          |                                                                   |
| 9 maart 2011 15:00 | Slowakije | 0–1          | Tsjechië | Stadio Giovanni Paolo II, Nardò Scheidsrechter: João Capela (POR) |
| 9 maart 2011 15:00 |           | Fojtášek 80' |          | Stadio Giovanni Paolo II, Nardò Scheidsrechter: João Capela (POR) |

|                     |          |     |                       |                                                                   |
| 11 maart 2011 15:00 | Italië   | 1–2 | Tsjechië              | Stadio Giovanni Paolo II, Nardò Scheidsrechter: João Capela (POR) |
| 11 maart 2011 15:00 | Verre 4' |     | Mašek 60' Lüftner 64' | Stadio Giovanni Paolo II, Nardò Scheidsrechter: João Capela (POR) |

|                     |                  |     |           |                                                                       |
| 11 maart 2011 15:00 | Schotland        | 2–0 | Slowakije | Stadio Giuseppe Capozza, Casarano Scheidsrechter: Ognjen Valjic (BIH) |
| 11 maart 2011 15:00 | Kennedy 49', 62' |     |           | Stadio Giuseppe Capozza, Casarano Scheidsrechter: Ognjen Valjic (BIH) |

|                     |            |     |           |                                                              |
| 14 maart 2011 15:00 | Slowakije  | 1–1 | Italië    | Stadio Via del Mare, Lecce Scheidsrechter: Liran Liany (ISR) |
| 14 maart 2011 15:00 | Rusnák 43' |     | Tassi 60' | Stadio Via del Mare, Lecce Scheidsrechter: Liran Liany (ISR) |

|                     |             |     |            |                                                                       |
| 14 maart 2011 15:00 | Tsjechië    | 1–1 | Schotland  | Stadio Giuseppe Capozza, Casarano Scheidsrechter: Ognjen Valjic (BIH) |
| 14 maart 2011 15:00 | Stratil 62' |     | Herron 13' | Stadio Giuseppe Capozza, Casarano Scheidsrechter: Ognjen Valjic (BIH) |

### Groep 2
De wedstrijden werden gespeeld tussen 24 en 29 maart 2011 in Nederland.
| Pos | Team       | Wed | W | G | V | Ptn | DV | DT | +/− | Kwalificatie                      |   | NED | CRO | AUT | POR |
| --- | ---------- | --- | - | - | - | --- | -- | -- | --- | --------------------------------- | - | --- | --- | --- | --- |
| 1   | Nederland  | 3   | 2 | 1 | 0 | 7   | 3  | 1  | +2  | Geplaatst voor het hoofdtoernooi. |   | —   | 0–0 | 2–1 | 1–0 |
| 2   | Kroatië    | 3   | 1 | 2 | 0 | 5   | 2  | 0  | +2  |                                   |   | —   | —   | 2–0 | 0–0 |
| 3   | Oostenrijk | 3   | 1 | 0 | 2 | 3   | 3  | 4  | −1  |                                   | — | —   | —   | 2–0 |     |
| 4   | Portugal   | 3   | 0 | 1 | 2 | 1   | 0  | 3  | −3  |                                   | — | —   | —   | —   |     |

|                             |          |     |         |                                                                       |
| 24 maart 2011 17:00 (UTC+1) | Portugal | 0–0 | Kroatië | Sportcomplex Varkenoord, Rotterdam Scheidsrechter: Alexey Eskov (RUS) |
| 24 maart 2011 17:00 (UTC+1) |          |     |         | Sportcomplex Varkenoord, Rotterdam Scheidsrechter: Alexey Eskov (RUS) |

|                             |                  |     |                |                                                                       |
| 24 maart 2011 19:00 (UTC+1) | Nederland        | 2–1 | Oostenrijk     | Sportpark De Bongerd, Barendrecht Scheidsrechter: Nikolaj Hänni (SUI) |
| 24 maart 2011 19:00 (UTC+1) | Achahbar 67' 69' |     | Derflinger 71' | Sportpark De Bongerd, Barendrecht Scheidsrechter: Nikolaj Hänni (SUI) |

|                             |          |                                    |            |                                                                           |
| 26 maart 2011 14:00 (UTC+1) | Portugal | 0–2                                | Oostenrijk | Sportpark Smitshoek, Barendrecht Scheidsrechter: Ioannis Anastasiou (CYP) |
| 26 maart 2011 14:00 (UTC+1) |          | Gregoritsch 52' Gartner 59' (pen.) |            | Sportpark Smitshoek, Barendrecht Scheidsrechter: Ioannis Anastasiou (CYP) |

|                             |         |     |           |                                                                       |
| 26 maart 2011 16:00 (UTC+1) | Kroatië | 0–0 | Nederland | Sportcomplex Varkenoord, Rotterdam Scheidsrechter: Alexey Eskov (RUS) |
| 26 maart 2011 16:00 (UTC+1) |         |     |           | Sportcomplex Varkenoord, Rotterdam Scheidsrechter: Alexey Eskov (RUS) |

|                             |             |     |          |                                                                        |
| 29 maart 2011 19:00 (UTC+2) | Nederland   | 1–0 | Portugal | Sportcomplex Varkenoord, Rotterdam Scheidsrechter: Nikolaj Hänni (SUI) |
| 29 maart 2011 19:00 (UTC+2) | Boëtius 37' |     |          | Sportcomplex Varkenoord, Rotterdam Scheidsrechter: Nikolaj Hänni (SUI) |

|                             |            |                          |         |                                                                            |
| 29 maart 2011 19:00 (UTC+2) | Oostenrijk | 0–2                      | Kroatië | Sportpark De Bongerd, Barendrecht Scheidsrechter: Ioannis Anastasiou (CYP) |
| 29 maart 2011 19:00 (UTC+2) |            | Šimunović 57' Špehar 70' |         | Sportpark De Bongerd, Barendrecht Scheidsrechter: Ioannis Anastasiou (CYP) |

### Groep 3
De wedstrijden werden gespeeld tussen 23 en 28 maart 2011 in Griekenland.
| Pos | Team        | Wed | W | G | V | Ptn | DV | DT | +/− | Kwalificatie                      |   | DEN | IRL | GRE | LAT |
| --- | ----------- | --- | - | - | - | --- | -- | -- | --- | --------------------------------- | - | --- | --- | --- | --- |
| 1   | Denemarken  | 3   | 2 | 1 | 0 | 7   | 4  | 2  | +2  | Geplaatst voor het hoofdtoernooi. |   | —   | 2–2 | 1–0 | 1–0 |
| 2   | Ierland     | 3   | 1 | 2 | 0 | 5   | 7  | 4  | +3  |                                   |   | —   | —   | 1–1 | 4–1 |
| 3   | Griekenland | 3   | 1 | 1 | 1 | 4   | 3  | 2  | +1  |                                   | — | —   | —   | 2–0 |     |
| 4   | Letland     | 3   | 0 | 0 | 3 | 0   | 1  | 7  | −6  |                                   | — | —   | —   | —   |     |

|                     |                                      |     |         |                                                               |
| 23 maart 2011 11:00 | Griekenland                          | 2–0 | Letland | Komotinistadion, Komotini Scheidsrechter: Ivan Kruzliak (SVK) |
| 23 maart 2011 11:00 | Anastasopoulos 2' Demirtzoglou 80+3' |     |         | Komotinistadion, Komotini Scheidsrechter: Ivan Kruzliak (SVK) |

|                     |                               |     |                          |                                                                             |
| 23 maart 2011 14:00 | Denemarken                    | 2–2 | Ierland                  | Fotis Kosmasstadion, Alexandroupolis Scheidsrechter: Christof Dierick (BEL) |
| 23 maart 2011 14:00 | Fischer 39' (pen.) Zohore 77' |     | Roberts 28' George 80+1' | Fotis Kosmasstadion, Alexandroupolis Scheidsrechter: Christof Dierick (BEL) |

|                     |            |     |                |                                                                            |
| 25 maart 2011 12:00 | Ierland    | 1–1 | Griekenland    | Fotis Kosmasstadion, Alexandroupolis Scheidsrechter: Oleksandr Derdo (UKR) |
| 25 maart 2011 12:00 | George 77' |     | Gianitsanis 4' | Fotis Kosmasstadion, Alexandroupolis Scheidsrechter: Oleksandr Derdo (UKR) |

|                     |            |     |         |                                                               |
| 25 maart 2011 14:00 | Denemarken | 1–0 | Letland | Komotinistadion, Komotini Scheidsrechter: Ivan Kruzliak (SVK) |
| 25 maart 2011 14:00 | Holst 76'  |     |         | Komotinistadion, Komotini Scheidsrechter: Ivan Kruzliak (SVK) |

|                     |             |               |            |                                                                  |
| 28 maart 2011 11:00 | Griekenland | 0–1           | Denemarken | Komotinistadion, Komotini Scheidsrechter: Christof Dierick (BEL) |
| 28 maart 2011 11:00 |             | Poulsen 80+1' |            | Komotinistadion, Komotini Scheidsrechter: Christof Dierick (BEL) |

|                     |             |     |                                    |                                                                            |
| 28 maart 2011 11:00 | Letland     | 1–4 | Ierland                            | Fotis Kosmasstadion, Alexandroupolis Scheidsrechter: Oleksandr Derdo (UKR) |
| 28 maart 2011 11:00 | Punculs 19' |     | Roberts 10', 55' Garmston 69', 75' | Fotis Kosmasstadion, Alexandroupolis Scheidsrechter: Oleksandr Derdo (UKR) |

### Groep 4
De wedstrijden werden gespeeld tussen 24 en 29 maart 2011 in Duitsland.
| Pos | Team        | Wed | W | G | V | Ptn | DV | DT | +/− | Kwalificatie                      |   | GER | TUR | SUI | UKR |
| --- | ----------- | --- | - | - | - | --- | -- | -- | --- | --------------------------------- | - | --- | --- | --- | --- |
| 1   | Duitsland   | 3   | 3 | 0 | 0 | 9   | 6  | 0  | +6  | Geplaatst voor het hoofdtoernooi. |   | —   | 2–0 | 2–0 | 2–0 |
| 2   | Turkije     | 3   | 1 | 1 | 1 | 4   | 4  | 5  | −1  |                                   |   | —   | —   | 2–1 | 2–2 |
| 3   | Zwitserland | 3   | 1 | 0 | 2 | 3   | 2  | 4  | −2  |                                   | — | —   | —   | 1–0 |     |
| 4   | Oekraïne    | 3   | 0 | 1 | 2 | 1   | 2  | 5  | −3  |                                   | — | —   | —   | —   |     |

|                     |                       |     |         |                                                                 |
| 24 maart 2011 11:00 | Duitsland             | 2–0 | Turkije | Grotenburg-Stadion, Krefeld Scheidsrechter: Kristo Tohver (EST) |
| 24 maart 2011 11:00 | Yesil 11' Ayçiçek 58' |     |         | Grotenburg-Stadion, Krefeld Scheidsrechter: Kristo Tohver (EST) |

|                     |             |     |          |                                                                  |
| 24 maart 2011 15:00 | Zwitserland | 1–0 | Oekraïne | Stadion Ratingen, Ratingen Scheidsrechter: Padraigh Sutton (IRL) |
| 24 maart 2011 15:00 | Tsimba 42'  |     |          | Stadion Ratingen, Ratingen Scheidsrechter: Padraigh Sutton (IRL) |

|                     |                     |     |             |                                                                         |
| 26 maart 2011 11:00 | Turkije             | 2–1 | Zwitserland | Stadion am Eisenbrand, Meerbusch Scheidsrechter: Dag Vidar Hafsås (NOR) |
| 26 maart 2011 11:00 | Ari 27' Şentürk 69' |     | Tsimba 20'  | Stadion am Eisenbrand, Meerbusch Scheidsrechter: Dag Vidar Hafsås (NOR) |

|                     |                      |     |          |                                                                |
| 26 maart 2011 15:00 | Duitsland            | 2–0 | Oekraïne | Esprit Arena, Düsseldorf Scheidsrechter: Padraigh Sutton (IRL) |
| 26 maart 2011 15:00 | Perrey 10' Yesil 31' |     |          | Esprit Arena, Düsseldorf Scheidsrechter: Padraigh Sutton (IRL) |

|                     |             |                      |           |                                                                       |
| 29 maart 2011 11:00 | Zwitserland | 0–2                  | Duitsland | Paul-Janes-Stadion, Düsseldorf Scheidsrechter: Dag Vidar Hafsås (NOR) |
| 29 maart 2011 11:00 |             | Yesil 62' Röcker 67' |           | Paul-Janes-Stadion, Düsseldorf Scheidsrechter: Dag Vidar Hafsås (NOR) |

|                     |                               |     |                        |                                                                |
| 29 maart 2011 11:00 | Oekraïne                      | 2–2 | Turkije                | Stadion Ratingen, Ratingen Scheidsrechter: Kristo Tohver (EST) |
| 29 maart 2011 11:00 | Blyznychenko 36' Khlyobas 69' |     | Şimşek 68' Nıyaz 80+1' | Stadion Ratingen, Ratingen Scheidsrechter: Kristo Tohver (EST) |

### Groep 5
De wedstrijden werden gespeeld tussen 26 en 31 maart 2011 in België.
| Pos | Team          | Wed | W | G | V | Ptn | DV | DT | +/− | Kwalificatie                      |   | ENG | ESP | NIR | BEL |
| --- | ------------- | --- | - | - | - | --- | -- | -- | --- | --------------------------------- | - | --- | --- | --- | --- |
| 1   | Engeland      | 3   | 3 | 0 | 0 | 9   | 7  | 4  | +3  | Geplaatst voor het hoofdtoernooi. |   | —   | 2–1 | 3–2 | 2–1 |
| 2   | Spanje        | 3   | 2 | 0 | 1 | 6   | 9  | 4  | +5  |                                   |   | —   | —   | 5–1 | 3–1 |
| 3   | Noord-Ierland | 3   | 1 | 0 | 2 | 3   | 5  | 9  | −4  |                                   | — | —   | —   | 2–1 |     |
| 4   | België        | 3   | 0 | 0 | 3 | 0   | 3  | 7  | −4  |                                   | — | —   | —   | —   |     |

|                     |                                          |     |                          |                                                               |
| 26 maart 2011 15:00 | Engeland                                 | 3–2 | Noord-Ierland            | Leunenstadion, Geel Scheidsrechter: Martin Strömbergson (SWE) |
| 26 maart 2011 15:00 | Turgott 40+1' Hope 42' (pen.) Powell 49' |     | McCartan 35', 65' (pen.) | Leunenstadion, Geel Scheidsrechter: Martin Strömbergson (SWE) |

|                     |                                           |     |              |                                                             |
| 26 maart 2011 18:00 | Spanje                                    | 3–1 | België       | Georges Claesstadion, Mol Scheidsrechter: Kenn Hansen (DEN) |
| 26 maart 2011 18:00 | Bardonado 72' Deulofeu 77' Villegas 80+5' |     | Carvalho 47' | Georges Claesstadion, Mol Scheidsrechter: Kenn Hansen (DEN) |

|                     |                                                         |     |               |                                                                       |
| 28 maart 2011 17:00 | Spanje                                                  | 5–1 | Noord-Ierland | Staf Janssensstadion, Tielen Scheidsrechter: Yuriy Mozharovskyy (UKR) |
| 28 maart 2011 17:00 | Deulofeu 19' Suárez 31' Hernández 38', 68' Calvet 80+4' |     | Morgan 59'    | Staf Janssensstadion, Tielen Scheidsrechter: Yuriy Mozharovskyy (UKR) |

|                     |            |     |                        |                                                       |
| 28 maart 2011 19:30 | België     | 1–2 | Engeland               | Leunenstadion, Geel Scheidsrechter: Kenn Hansen (DEN) |
| 28 maart 2011 19:30 | Cabumi 37' |     | Powell 40' Turgott 66' | Leunenstadion, Geel Scheidsrechter: Kenn Hansen (DEN) |

|                     |                         |     |               |                                                                     |
| 31 maart 2011 19:00 | Engeland                | 2–1 | Spanje        | Georges Claesstadion, Mol Scheidsrechter: Martin Strömbergson (SWE) |
| 31 maart 2011 19:00 | Redmond 55' Jackson 62' |     | Iñiguez 80+4' | Georges Claesstadion, Mol Scheidsrechter: Martin Strömbergson (SWE) |

|                     |                        |     |           |                                                                       |
| 31 maart 2011 19:00 | Noord-Ierland          | 2–1 | België    | Staf Janssensstadion, Tielen Scheidsrechter: Yuriy Mozharovskyy (UKR) |
| 31 maart 2011 19:00 | McAloon 41' Morgan 49' |     | Praet 61' | Staf Janssensstadion, Tielen Scheidsrechter: Yuriy Mozharovskyy (UKR) |

### Groep 6
De wedstrijden werden gespeeld tussen 15 en 30 maart 2011 in Frankrijk.
| Pos | Team        | Wed | W | G | V | Ptn | DV | DT | +/− | Kwalificatie                      |   | FRA | NOR | BLR | GEO |
| --- | ----------- | --- | - | - | - | --- | -- | -- | --- | --------------------------------- | - | --- | --- | --- | --- |
| 1   | Frankrijk   | 3   | 2 | 1 | 0 | 7   | 13 | 2  | +11 | Geplaatst voor het hoofdtoernooi. |   | —   | 2–2 | 9–0 | 2–0 |
| 2   | Noorwegen   | 3   | 2 | 1 | 0 | 7   | 12 | 3  | +9  |                                   |   | —   | —   | 5–1 | 5–0 |
| 3   | Wit-Rusland | 3   | 1 | 0 | 2 | 3   | 2  | 14 | −12 |                                   | — | —   | —   | 1–0 |     |
| 4   | Georgië     | 3   | 0 | 0 | 3 | 0   | 0  | 8  | −8  |                                   | — | —   | —   | —   |     |

|                     |                                                |     |              |                                                                               |
| 25 maart 2011 15:00 | Noorwegen                                      | 5–1 | Wit-Rusland  | Parc du Val de Chezine, Saint-Herblain Scheidsrechter: Szymon Marciniak (POL) |
| 25 maart 2011 15:00 | Kwoeme 29' Rønning 36', 40+1', 56' Berisha 47' |     | Savitski 22' | Parc du Val de Chezine, Saint-Herblain Scheidsrechter: Szymon Marciniak (POL) |

|                     |         |                        |           |                                                                             |
| 25 maart 2011 19:00 | Georgië | 0–2                    | Frankrijk | Stade de la Beaujoire, Nantes Scheidsrechter: Anastasios Sidiropoulos (GRE) |
| 25 maart 2011 19:00 |         | Haller 31' Yaisien 50' |           | Stade de la Beaujoire, Nantes Scheidsrechter: Anastasios Sidiropoulos (GRE) |

|                     |               |     |         |                                                                              |
| 27 maart 2011 15:00 | Wit-Rusland   | 1–0 | Georgië | Municipal, Vigneux-de-Bretagne Scheidsrechter: Anastasios Sidiropoulos (GRE) |
| 27 maart 2011 15:00 | Savitskiy 23' |     |         | Municipal, Vigneux-de-Bretagne Scheidsrechter: Anastasios Sidiropoulos (GRE) |

|                     |                    |     |                        |                                                                  |
| 27 maart 2011 18:00 | Noorwegen          | 2–2 | Frankrijk              | Stade Marcel Saupin, Nantes Scheidsrechter: Danny Makkelie (NED) |
| 27 maart 2011 18:00 | Kwoeme 9' Furu 61' |     | Haller 13' Laborde 30' | Stade Marcel Saupin, Nantes Scheidsrechter: Danny Makkelie (NED) |

|                     |         |                                         |           |                                                                  |
| 30 maart 2011 17:00 | Georgië | 0–5                                     | Noorwegen | Stade Marcel Saupin, Nantes Scheidsrechter: Danny Makkelie (NED) |
| 30 maart 2011 17:00 |         | Rønning 27', 38' Ahmadi 72', 79', 80+1' |           | Stade Marcel Saupin, Nantes Scheidsrechter: Danny Makkelie (NED) |

|                     |                                                                                 |     |             |                                                                            |
| 30 maart 2011 17:00 | Frankrijk                                                                       | 9–0 | Wit-Rusland | Stade du Moulin-Boisseau, Carquefou Scheidsrechter: Szymon Marciniak (POL) |
| 30 maart 2011 17:00 | Yaisien 14', 35', 39', 68' Nangis 21', 24', 71' Laporte 27' Haller 80+1' (pen.) |     |             | Stade du Moulin-Boisseau, Carquefou Scheidsrechter: Szymon Marciniak (POL) |

### Groep 7
De wedstrijden werden gespeeld tussen 24 en 29 maart 2011 in Hongarije.
| Pos | Team      | Wed | W | G | V | Ptn | DV | DT | +/− | Kwalificatie                      |   | ROU | RUS | HUN | ISL |
| --- | --------- | --- | - | - | - | --- | -- | -- | --- | --------------------------------- | - | --- | --- | --- | --- |
| 1   | Roemenië  | 3   | 2 | 1 | 0 | 7   | 4  | 2  | +2  | Geplaatst voor het hoofdtoernooi. |   | —   | 2–1 | 2–1 | 0–0 |
| 2   | Rusland   | 3   | 2 | 0 | 1 | 6   | 5  | 3  | +2  |                                   |   | —   | —   | 2–1 | 2–0 |
| 3   | Hongarije | 3   | 1 | 0 | 2 | 3   | 4  | 4  | 0   |                                   | — | —   | —   | 2–0 |     |
| 4   | IJsland   | 3   | 0 | 1 | 2 | 1   | 0  | 4  | −4  |                                   | — | —   | —   | —   |     |

|                     |          |     |         |                                                     |
| 24 maart 2011 15:00 | Roemenië | 0–0 | IJsland | Stadion Bük, Bük Scheidsrechter: Sven Bindels (LUX) |
| 24 maart 2011 15:00 |          |     |         | Stadion Bük, Bük Scheidsrechter: Sven Bindels (LUX) |

|                     |           |     |                         |                                                               |
| 24 maart 2011 17:00 | Hongarije | 1–2 | Rusland                 | Rohoncistadion, Szombathely Scheidsrechter: Enea Jorgji (ALB) |
| 24 maart 2011 17:00 | Szécsi 7' |     | Fedchuk 60' Khomuha 63' | Rohoncistadion, Szombathely Scheidsrechter: Enea Jorgji (ALB) |

|                     |                                       |     |              |                                                                 |
| 26 maart 2011 15:00 | Roemenië                              | 2–1 | Rusland      | Rohoncistadion, Szombathely Scheidsrechter: Arnold Hunter (NIR) |
| 26 maart 2011 15:00 | Buia 57' (pen.) Fabian Himcinschi 72' |     | Serderov 23' | Rohoncistadion, Szombathely Scheidsrechter: Arnold Hunter (NIR) |

|                     |         |                           |           |                                                     |
| 26 maart 2011 15:00 | IJsland | 0–2                       | Hongarije | Stadion Bük, Bük Scheidsrechter: Sven Bindels (LUX) |
| 26 maart 2011 15:00 |         | Novothny 40+2' Szécsi 42' |           | Stadion Bük, Bük Scheidsrechter: Sven Bindels (LUX) |

|                     |            |     |                    |                                                                 |
| 29 maart 2011 17:00 | Hongarije  | 1–2 | Roemenië           | Rohoncistadion, Szombathely Scheidsrechter: Arnold Hunter (NIR) |
| 29 maart 2011 17:00 | Szécsi 74' |     | Filip 2' Ros,u 34' | Rohoncistadion, Szombathely Scheidsrechter: Arnold Hunter (NIR) |

|                     |                          |     |         |                                                    |
| 29 maart 2011 17:00 | Rusland                  | 2–0 | IJsland | Stadion Bük, Bük Scheidsrechter: Enea Jorgji (ALB) |
| 29 maart 2011 17:00 | Serderov 10' Fedchuk 21' |     |         | Stadion Bük, Bük Scheidsrechter: Enea Jorgji (ALB) |

Jeugd-EK's: onder 21 · onder 19       Jeugd-WK's: onder 20 · onder 17